# Rhiwbina
Rhiwbina (en anglais) ou Rhiwbeina (en gallois) est une banlieue de la ville de Cardiff, au pays de Galles, disposant du statut de communauté.

## Géographie
Rhiwbina se situe au nord-ouest du centre-ville de Cardiff, entre Whitchurch à l'ouest, Birchgrove (en) au sud et Llanishen à l'est.
Trois des gares de la Coryton Line (en) se trouvent sur le territoire de la communauté : celle de Rhiwbina même (en), ainsi que celles de Birchgrove (en) et de Whitchurch (en).

## Démographie
Au recensement de 2011, la communauté de Rhiwbina comptait 11 369 habitants.

## Culture locale et patrimoine
La communauté de Rhiwbina abrite 77 monuments classés, majoritairement concentrés dans la cité-jardin de Rhiwbina Garden Village (en).